# 反社会的行動禁止命令
反社会的行動禁止命令 (英語：Anti-Social Behaviour Order) は、イギリスで1999年に制定されたものである。命令に違反すると、最高で懲役5年の刑罰が適用される。
本来は、罰則ではなく加害者が二度と迷惑をしないようにするためのルールであり、フーリガンなど常軌を逸した行動をする若者を取り締まる目的で導入されたが、近年は騒音や不法投棄など迷惑行為全般に適用している。